# Opravdová kuráž
Opravdová kuráž (anglicky True Grit) je americký westernový film, který režírovali a napsali bratři Coenové. Jde o druhou adaptaci stejnojmenného románu Charlese Portise z roku 1968.

## Hrají
Jeff Bridges, Matt Damon, Josh Brolin, Barry Pepper, Hailee Steinfeld, Paul Rae, Dakin Matthews, Domhnall Gleeson, Leon Russom

## Oskarové nominace
nejlepší film, režie, herec HR - Jeff Bridges, herečka VR - Hailee Steinfeld, kamera, výprava, (25.1.2011)
kostýmy, zvuk, zvukové efekty, scénář - A